# كريستيان شاني
كريستيان شاني (بالإنجليزية: Christian Chaney)‏ هو لاعب كرة قدم أمريكي، ولد في 8 سبتمبر 1994 في فريسنو في الولايات المتحدة. لعب مع نادي ساكارامينتو ريببلك.

## وصلات خارجية
- كريستيان شاني على موقع قاعدة بيانات كرة القدم.إي يو (الإنجليزية)
- كريستيان شاني على موقع Soccerway.com (الإنجليزية)